# ريايس
بلدية ريايس (بالإسبانية: Riells) هي بلدية تقع في مقاطعة جرندة التابعة لمنطقة كتالونيا شمال شرق إسبانيا.

## الديموغرافيا
بلغ عدد سكان بلدية ريايس 3.993 نسمة عام 2011 (وفقاً للمعهد الوطني الإسباني للإحصاء).
| 1.429 | 1.862 | 2.332 | 3.035 | 3.465 | 3.779 | 3.993 |